# Mesochorus curvicauda
Mesochorus curvicauda är en stekelart som beskrevs av Thomson 1886. Mesochorus curvicauda ingår i släktet Mesochorus och familjen brokparasitsteklar. Arten är reproducerande i Sverige. Inga underarter finns listade i Catalogue of Life.